# استیوارت (ایندیانا)
استیوارت (به انگلیسی: Stewart) یک منطقهٔ مسکونی در ایالات متحده آمریکا است که در شهرستان وارن، ایندیانا واقع شده‌است. استیوارت ۲۱۷ متر بالاتر از سطح دریا واقع شده‌است.